# Vincent de Gournay
Jean Claude Marie Vincent, marquis de Gournay (Saint-Malo, 28 mei 1712 - Parijs, 27 juni 1759) is een Franse koopman en econoom uit de 18e eeuw. Zijn devies Laissez faire, laissez passer uit 1758 is tegenwoordig nog steeds van betekenis. Zijn lichtend voorbeeld was toen de Franse staat het monopolie op slavenhandel liberaliseerde.

## Levensloop
Zijn vader was een rijke koopman, afkomstig uit een geslacht van reders uit Bretagne.
Gournay was zeventien jaar actief in het bedrijf van zijn vader te Cádiz en bezocht om zijn vakkennis te vergroten ook andere Europese handelssteden. In 1744 trad hij in dienst van de toenmalige Franse minister van Marine, Maurepas.
In 1751 benoemde koning Lodewijk XV hem tot Intendant de commerce, toezichthouder op de handel in een gebied dat liep van La Rochelle en Bordeaux tot Dijon en Lyon. In deze functie moest hij vaak reizen.

## Opvattingen
Gournay staat vooral bekend om zijn uitspraak: "Laissez faire, laissez passer, le monde va de lui-même:" 'laat begaan, laat doorgaan, de wereld gaat vanzelf'. In de 18e eeuw probeerde de Franse regering met gedetailleerde regels, subsidies en belastingen de economie te beïnvloeden vanuit de opvatting dat dat nodig was de rijkdom en daarmee de macht van Frankrijk gewaarborgd kon worden, het zogenaamde mercantilisme. Gournay verzette zich hiertegen en benadrukte de voordelen van economische vrijheid. Hij kon daar uit eigen ondervinding als koopman over oordelen. Daarnaast kende hij het gedachtegoed van Engelse auteurs als John Locke, Josiah Child en Josiah Tucker. Sommige van hun boeken werden door hemzelf vertaald, andere liet hij door zijn leerlingen vertalen.
Laissez faire ('laat mensen begaan') betekende voor Gournay dat mensen het beste voor zichzelf kunnen uitmaken wat ze gaan produceren en hoe ze dat aanpakken. Juist als de concurrentie wordt vrijgelaten, leidt het eigenbelang door het prijsmechanisme vanzelf tot de beste beslissingen en minder verspilling van geld en productiemiddelen. Gedetailleerde ingrepen van de overheid werken niet in het algemeen belang.
Laisse passer ('laat goederen doorgaan') slaat op vrijhandel. Voor Gournay had dit vooral betrekking op de binnenlandse handel. Hij pleitte ervoor door het afschaffen van allerlei handelsbelemmeringen de concurrentie en daarmee de welvaart te vergroten. Als het om internationale handel ging, voelde hij echter wel voor protectie. Hij was er ook niet voor de handel met de koloniën vrij te laten.
Met François Quesnay behoorde Gournay tot de stroming die zich Les Économistes noemde, maar tegenwoordig meestal als fysiocraten wordt aangeduid.
Maar anders dan de echte fysiocraten, die de landbouw als de enige bron van groeiende welvaart zagen, zag Gournay handel, ambacht en de industrie ook als productieve sectoren.

## Betekenis
Gournay heeft niet veel geschreven. Hij ontleent zijn betekenis voor de economie vooral aan de invloed die hij heeft gehad op zijn leerlingen, als Malesherbes en l'abbé Morellet. Zij schreven werken waarin zijn gedachtegoed verder werd uitgewerkt.
De bekendste leerling van Gournay is Anne Robert Jacques Turgot. Als toezichthouder maakte hij in 1755 een reis naar La Rochelle, Bordeaux, Guyenne en Bayonne, waarbij Turgot hem vergezelde. Die raakte gedurende deze reis onder de indruk van de persoonlijkheid en de ideeën van Gournay. Turgot beschouwde de 15 jaar oudere Gournay als een van de vrienden aan wie hij het meest gehecht was. Na zijn dood schreef Turgot in 1759 het gedenkschrift l'Éloge de Gournay, nog steeds een belangrijke bron om zijn opvattingen te leren kennen.
De ideeën van Gournay vormden nog geen complete theorie, zoals het werk van Adam Smith, maar zij klinken nog steeds door in de traditie van het economisch liberalisme.
- Bibliothèque nationale de France: cb11887838x (data)
- Gemeinsame Normdatei: 137650892
- International Standard Name Identifier: 0000 0000 8365 0498
- Library of Congress Control Number: no89011265
- Nationale Bibliotheek van Tsjechië: mzk2009533655
- Nationale Bibliotheek van Israël: 987007363732605171
- Nederlandse Thesaurus van Auteursnamen: 132101424
- Système universitaire de documentation: 026674572
- Virtual International Authority File: 24596725
- WorldCat: E39PBJv8Dp4bkwpCgghhJck7HC